# Амасонас
Амасо̀нас (на испански: Amazonas) е един от тридесет и двата департамента на южноамериканската държава Колумбия. Намира се в най-южната част на страната. Департаментът е с население от 79 020 жители (към 30 юни 2020 г.) и обща площ от 109 500 км².

## Общини и населени места
Департамент Амасонас е разделен на 13 общини и населени места. Някои от тях са:
1. Ел Енканто
2. Ла Виктория
3. Ла Педрера
4. Ла Чорера
5. Летисия
6. Пуерто Алегрия
7. Пуерто Арика